# Die Schönen der Nacht
Die Schönen der Nacht (Originaltitel: Les Belles de nuit) ist eine italienisch-französische Filmkomödie von René Clair aus dem Jahr 1952 mit Gérard Philipe in der Hauptrolle.

## Handlung
Anfang der 1950er Jahre arbeitet der junge Komponist Claude Nacht für Nacht an einer Oper. Seine Werke haben ihm bisher nichts eingebracht, weshalb er in einer kleinen französischen Provinzstadt seinen Lebensunterhalt als Musiklehrer verdienen muss und bisweilen auch Privatunterricht gibt. Dennoch reicht sein Geld nicht aus, um die Miete jeden Monat pünktlich zu bezahlen. Um seinen Sorgen und dem unerträglichen Lärm in seiner Nachbarschaft zu entfliehen, verkriecht er sich am liebsten in sein Bett und beginnt von einer besseren Welt zu träumen. Frei nach dem Motto „Früher war alles viel besser!“ wandelt Claude in seiner Traumwelt durch vergangene Jahrhunderte. Mal ist er ein erfolgreicher Opernkomponist zu Zeiten der Jahrhundertwende, ein anderes Mal ein heldenhafter Offizier im Dienste Napoleons oder auch ein mutiger Revoltierer während der Französischen Revolution. Stets ist er dabei von schönen, ihn anschmachtenden Frauen umgeben, deren Gesichter er aus dem wahren Leben kennt, wie das der liebreizenden Edmée de Villebois, deren Tochter er Privatunterricht gibt, oder das der Kassiererin eines Cafés, die sich in seinem Traum in die verführerische Haremsdame Leïla verwandelt. Auch seine hübsche Nachbarin Suzanne taucht wiederholt in seinen Luftschlössern auf. 
Mit der Zeit entzieht sich Claude immer mehr der Wirklichkeit, weshalb er sich im realen Leben mit einem mittlerweile abgelaufenen Pass nicht mehr zurechtfindet und wegen Beamtenbeleidigung kurzzeitig im Kittchen landet. Er will sich sogar Schlaftabletten besorgen, um noch länger schlafen zu können. Seine Freunde machen sich bereits Sorgen um ihn. Sie glauben, er wolle sich lebensmüde von einer Brücke stürzen oder sich mit den Schlaftabletten umbringen, weshalb sie alles in Bewegung setzen und für ihn die Miete bezahlen, um seinen offenbar geplanten Freitod zu verhindern.
Als sich Claude ein weiteres Mal seinen Wunschvorstellungen hingibt, begegnen ihm nun auch in seiner Traumwelt ungeahnte Schwierigkeiten, darunter ein eifersüchtiger Ehemann, der ihn zum Duell fordert, ein Heer algerischer Soldaten, die ihm allesamt nach dem Leben trachten, sowie die blutigen Wirren von 1789. Als er erschrocken von seinen barbarischen Fantasien wieder aufwacht, kommt ihm die Gegenwart nicht mehr so trostlos vor. Er beginnt, die alltäglichen Dinge seiner Umgebung zu schätzen, und erkennt, dass ihm die echte Suzanne viel mehr zu bieten hat als jedwedes Trugbild. Um seinen imaginären Verfolgern zu entgehen, will er nicht mehr schlafen.
Unterdessen liegt auf dem Postamt noch immer ein Brief für Claude, den er mit seinem ungültigen Ausweis bisher nicht entgegennehmen durfte. Dank seiner Freunde erhält er das Schreiben schließlich doch. Dabei handelt es sich um eine Antwort des Direktors eines Opernhauses, dem Claude vor einigen Monaten eine seiner Kompositionen zugeschickt hat. Wie sich herausstellt, hat seine Oper dem Direktor gefallen, sodass Claude nun einer erfolgreichen Zukunft mit Suzanne an seiner Seite entgegenblickt.

## Hintergrund
Die Dreharbeiten fanden in den Filmstudios von Boulogne-Billancourt statt. Hauptdarsteller Gérard Philipe und seine Leinwandpartnerin Gina Lollobrigida hatten wenige Monate zuvor auch für den Abenteuerfilm Fanfan, der Husar (1952) gemeinsam vor der Kamera gestanden. Regisseur René Clair und Philipe hatten bereits bei Der Pakt mit dem Teufel (1950) erfolgreich zusammengearbeitet. 1955 folgte mit Das große Manöver ein weiterer gemeinsamer Film.
Die Filmpremiere von Die Schönen der Nacht fand im September 1952 bei den Filmfestspielen von Venedig statt. Am 14. November 1952 folgte die Veröffentlichung in den französischen Lichtspielhäusern. In Deutschland kam der Film am 22. Juni 1953 in die Kinos. Am 26. März 1962 wurde die Komödie von der ARD erstmals im deutschen Fernsehen ausgestrahlt.

## Kritiken
Das Lexikon des internationalen Films bezeichnete Die Schönen der Nacht als „originelle und lebenskluge Komödie“. Diese sei „witzig, geist- und einfallsreich inszeniert“. Dabei seien die „Sprünge zwischen Traum und Wirklichkeit […] ironisch perfekt gebrochen“. Darüber hinaus sei die „Botschaft, daß das Leben schön ist, […] ohne Bitterkeit und Häme“. Für Cinema war der Film „[s]ehr poetisch“. Prisma zufolge sei er „voller Liebreiz und Fantasie“. Ebenfalls lobend beschrieb der Evangelische Filmbeobachter Die Schönen der Nacht als „heiteres, leichtes und doch tiefsinniges Filmmärchen des französischen Meisters der Filmkunst“.

## Auszeichnungen
Bei den Internationalen Filmfestspielen von Venedig konkurrierte Die Schönen der Nacht 1952 um den Goldenen Löwen, den letztlich René Clément für Verbotene Spiele erhielt. René Clairs Filmkomödie wurde stattdessen mit dem FIPRESCI-Preis ausgezeichnet. 1953 gewann René Clair für sein Werk den Prix Méliès, einen französischen Kritikerpreis.

## Deutsche Fassung
Die deutsche Synchronfassung entstand 1953 bei der Aura Film Synchron in München. Die Synchronregie führte Conrad von Molo nach dem Dialogbuch von Ruth Schiemann-König.
| Rolle                              | Darsteller        | Synchronsprecher |
| ---------------------------------- | ----------------- | ---------------- |
| Claude                             | Gérard Philipe    | Dietrich Haugk   |
| Edmée de Villebois                 | Martine Carol     | Gisela Höter     |
| Kassiererin des Grand Café / Leïla | Gina Lollobrigida | Margot Leonard   |
| Suzanne                            | Magali Vendeuil   | Haide Lorenz     |
| Roger                              | Raymond Bussières | Ralph Lothar     |
| Gaston                             | Raymond Cordy     | Klaus W. Krause  |
| Paul                               | Jean Parédès      | Harald Wolff     |